# Sulyok Mór
Sulyok Mór (Stockinger Mór, Temesvár, 1821. február 6. – Temesvár, 1878. április 23.) ügyvéd, jogi szakíró. 

## Élete
Temesváron született, ahol apja, Stockinger Antal városi hivatalnok volt. Szülővárosában járt iskolába, ezt követően feltehetően a budapesti tudományegyetemen hallgatta a jogot és miután tanulmányait befejezte, joggyakorlatra ment.
1840-ben ügyvédi vizsgálatot tett Pesten és ezután mint temesvári gyakorló ügyvéd működött. Megindította a Temesvarer Wochenblatt című periodikát, amit 1848. január 1-től október 10-ig szerkesztett is. A temesvári első takarékpénztár választmányi tagja (1854-76), titkára (1855), ügyésze (1855-78), igazgatósági tagja (1876-78) volt. 1861-ben változtatta családi nevét Stockingerről Sulyokra. 
1861 januárjában a tárnokmester helytartótanács rendelkezése nyomán megbízta meg a városvezetés újjászervezésével. 1867-ben tisztújítási elnök, később pedig a város polgármestere lett. 1865 és 1867 között Temesvár város országgyűlési képviselője volt.
Cikkeket írt a Jogtudományi Közlönybe (1866., 1875).